# Cal Mata del Racó
Cal Mata del Racó és una obra de Subirats (Alt Penedès) protegida com a bé cultural d'interès local.

## Descripció
Cal Mata del Racó és una masia de planta rectangular que consta de planta baixa, pis i golfes. El portal és d'arc de mig punt adovellat. Són elements remarcables les finestres emmarcades en pedra i motllures trencaaigües sobre mènsules, els arcs diafragma ogivals de l'interior i la galeria d'arcs de mig punt a les golfes. El conjunt es completa amb un baluard a l'entrada, amb arc de mig punt adovellat.

## Història
Els orígens de la masia daten del segle xii, tot i que ha experimentat diverses reformes i ampliacions al llarg del temps. En una de les finestres apareix la inscripció de 1700.